# El capatàs se'n va anar a França
El capatàs se'n va anar a França  (original: The Foreman Went to France) és una pel·lícula britànica dirigida per Charles Frend, estrenada el 1942. Ha estat doblada al català.

## Argument
Al començament de la Segona Guerra Mundial, mentre que els alemanys envaeixen França, un contramestre anglès és enviat per recuperar diverses màquines estratègiques per la producció de canons. Aquesta pel·lícula està inspirada en un fet històric.

## Repartiment
- Tommy Trinder: Tommy Hoskins
- Constance Cummings: Anne Stafford
- Clifford Evans: Fred Carrick
- Robert Morley: Major Coutare of Bivary
- Gordon Jackson: Alastair 'Jock' MacFarlan
- Ernest Milton: Cap a La Tour
- Charles Victor: Observador
- John Williams: Capità anglès